# Coamitla
Coamitla es una localidad de México perteneciente al municipio de Calnali en el estado de Hidalgo.

## Toponimia
Del náhuatl: Coatl, culebra, mitla, flecha: “Culebra flecha”.

## Geografía
A la localidad le corresponden las coordenadas geográficas 20° 54’ 1.18” de latitud norte y 98° 29’ 57.7” de longitud oeste, con una altitud de 765 m s. n. m. Se encuentra a una distancia aproximada de 13.36 kilómetros al este de la cabecera municipal, Calnali.
En cuanto a fisiografía se encuentra dentro de las provincia de la Sierra Madre Oriental, dentro de la subprovincia del Carso Huasteco; su terreno es de sierra. En lo que respecta a la hidrografía se encuentra posicionado en la región Panuco, dentro de la cuenca del río Moctezuma, en la subcuenca del río Los Hules. Cuenta con un clima semicálido húmedo con lluvias todo el año.

## Demografía
En 2020 registró una población de 644 personas, lo que corresponde al 3.99 % de la población municipal. De los cuales 317 son hombres y 327 son mujeres. Tiene 172 viviendas particulares habitadas.
| Gráfica de evolución demográfica de Coamitla entre 1900 y 2020                               |
|                                                                                              |
| Población de los censos y conteos del Instituto Nacional de Estadística y Geografía (INEGI). |

## Economía
La localidad tiene un grado de marginación alto y un grado de rezago social medio.